# کمالی (لامرد)
کمالی  دهستانی  در بخش خیرگو شهرستان لامرد در استان فارس ایران است.

## جمعیت
این روستا در دهستان کمالی قرار دارد و بر اساس سرشماری مرکز آمار ایران سرشماری عمومی نفوس و مسکن (۱۳۹۴)، جمعیت آن ۱۴۲۷ نفر (۳۳۷ خانوار) بوده‌است.